# Hr-Sinfonieorchester
La hr-Sinfonieorchester o Orquestra Simfònica de la Ràdio de Frankfurt és l'orquestra de la Hessischer Rundfunk, la xarxa de radiodifusió pública de l'estat alemany de Hesse. De 1929 a 1950 es va dir Frankfurter Rundfunk-Symphonie-Orchester. De 1950 a 1971, l'orquestra va ser denominada Sinfonie-Orchester des Hessischen Rundfunks, des de llavors fins al 2005 Radi-Sinfonie-Orchester Frankfurt.
La gamma d'estils musicals de l'orquestra inclou el repertori romàntic clàssic, els nous descobriments en música experimental, concerts per a nens i joves i manté uns conceptes de programació molt exigents.

## Història

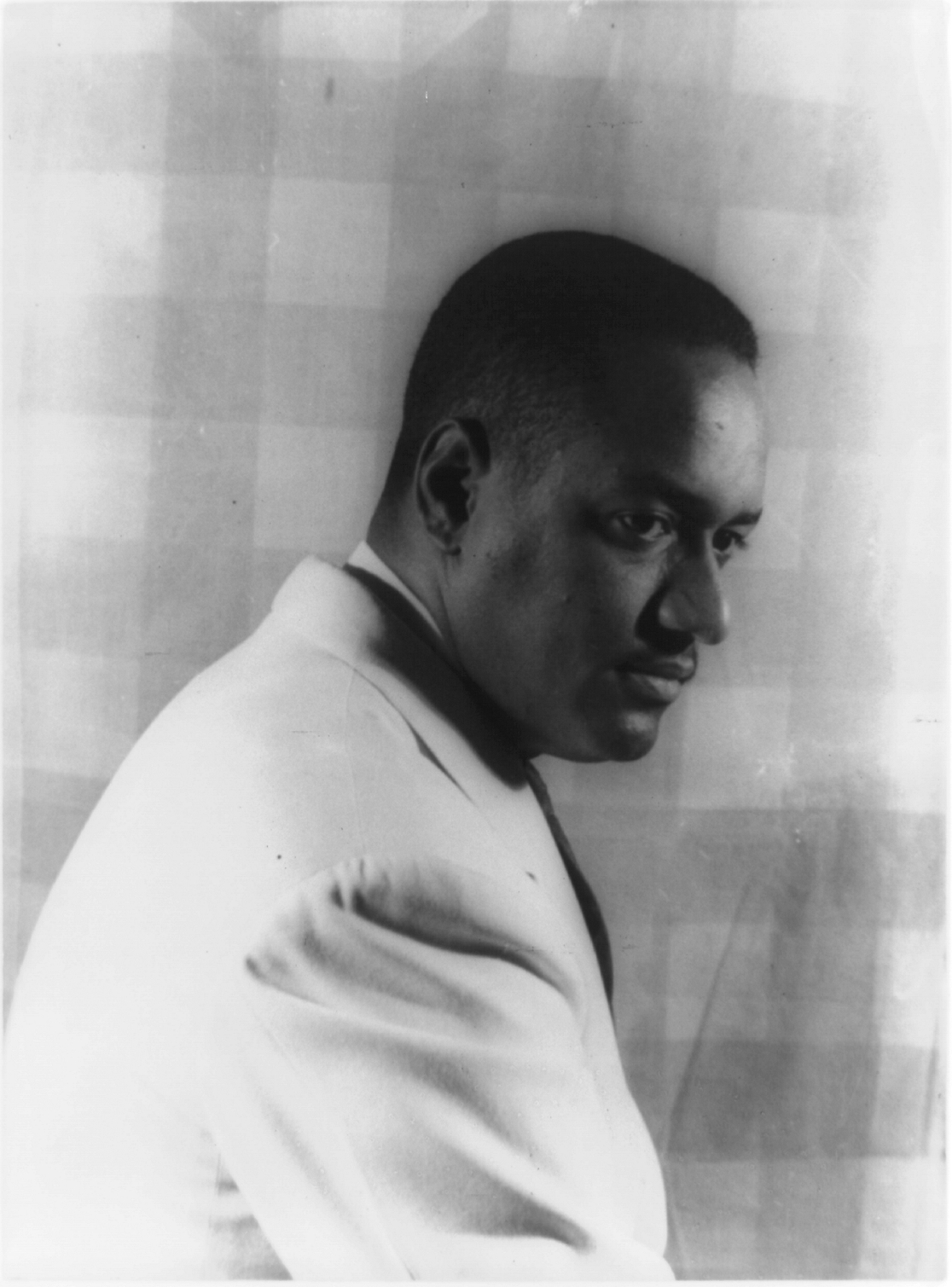
Dean Dixon (1941)

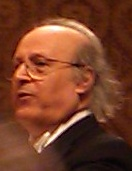
Eliahu Inbal

Hans Rosbaud, el seu primer director, va posar el seu segell en l'orientació de l'orquestra fins a l'any 1937 en enfocar-se no només en la música tradicional sinó també en composicions contemporànies. Otto Frickhoeffer, a la fi de 1937 es va convertir en el primer Kapellmeister de la hr-Sinfonieorchester.
El vol de Lindbergh va ser una peça musical encarregada especialment per a la Ràdio interpretada per l'orquestra, amb un text de Bertolt Brecht i música de Paul Hindemith i Kurt Weill i produïda per Ernst Hardt.
Després de la Segona Guerra Mundial, Kurt Schröder i Winfried Zillig es van comprometre a reconstruir l'orquestra i li van donar un ampli repertori musical. Dean Dixon i Eliahu Inbal van convertir al conjunt en una orquestra aclamada internacionalment en les tres dècades entre 1960 i 1990. El prestigi de l'orquestra es confirmava repetidament, especialment durant l'"Era Inbal", amb aparicions especials a tot el món i edicions importants de música gravada, com els primers enregistraments de les versions originals de la tercera, quarta i vuitena simfonia d'Anton Bruckner, guardonades amb el Grand Prix du Disque i el primer enregistrament digital de totes les simfonies de Gustav Mahler, que va guanyar el Deutscher Schallplattenpreis el 1988, es va convertir en un enregistrament de referència en aquells anys, en conferir Inbal una gran unitat estilística al cicle i dotar-lo d'un fort contingut contemplatiu molt allunyat d'algunes versions expressionistes de les simfonies més dramàtiques. Inbal, que va ser director de l'orquestra des de 1974 fins a 1990, va ser triat el seu director laureat des de 1996.

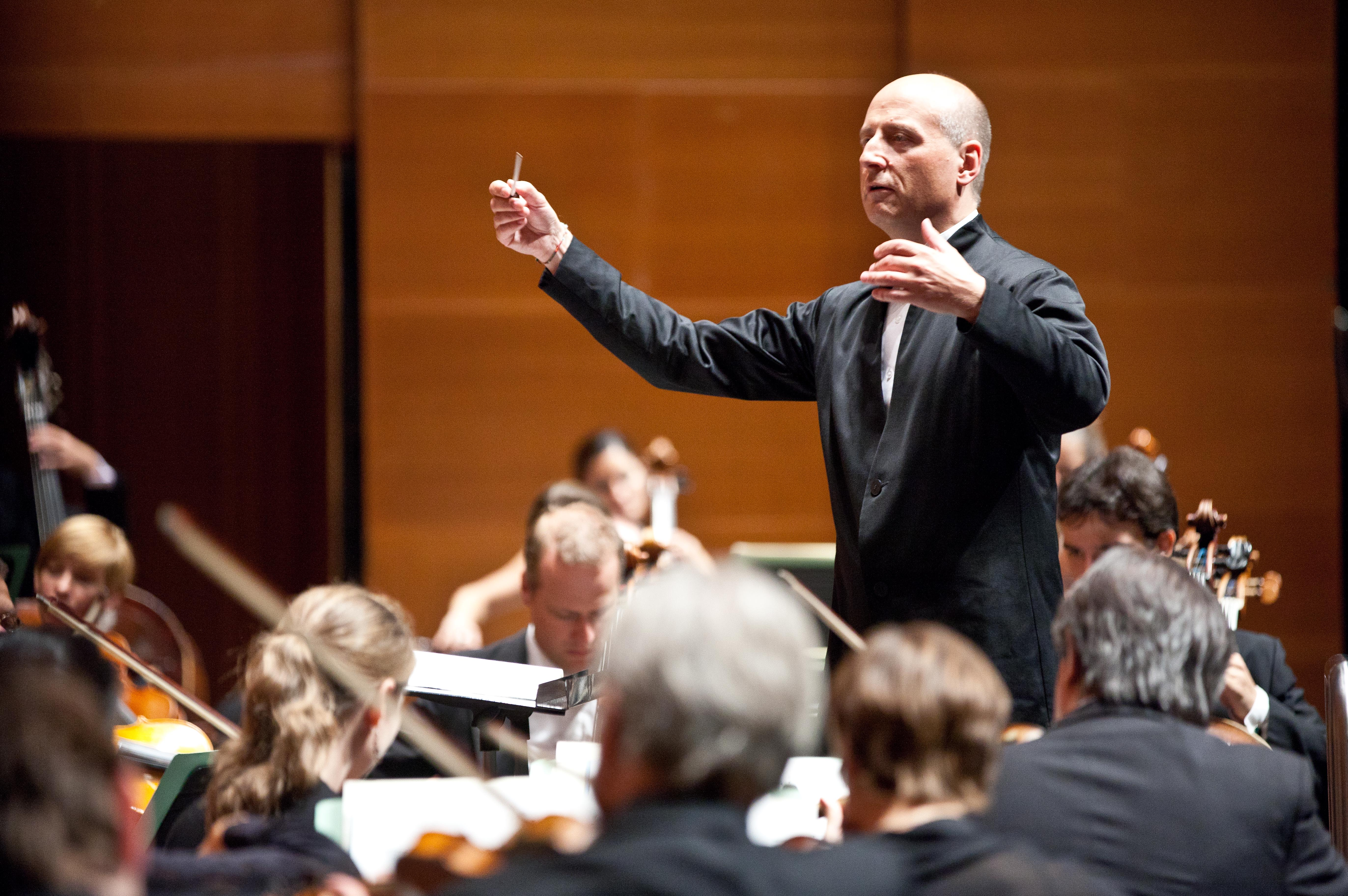
Paavo Järvi amb la Frankfurter Rundfunk-Symphonie-Orchester

Entre 1990 i 1996, Dmitri Kitaienko va ser director titular de l'Orquestra Simfònica de la Ràdio de Frankfurt. El seu treball es va centrar en les tradicions alemanya i russa, així com en els estils moderns. Els concerts per a piano de Serguei Prokófiev, amb Vladimir Krainev, i una sèrie d'obres d'Aleksandr Skriabin són només dos dels seus projectes documentats en CD. Sota Kitaienko, la Simfònica de la Ràdio de Frankfurt va realitzar extenses gires a llocs com Amèrica del Sud, Suïssa, els Estats Units i el Japó. Sota la batuta del compositor espanyol Cristóbal Halffter, es va iniciar un projecte en CD de les seves obres orquestrals completes, igual que una sèrie d'obres orquestrals de la Segona Escola de Viena juntament amb les simfonies de Robert Schumann i Brahms amb Inbal. L'òpera en un acte d'Arnold Schoenberg, Von heute auf morgen (D'avui a demà), dirigida per Michael Gielen, va ser estrenada com a pel·lícula dirigida per Jean-Marie Straub i Danièle Huillet i en CD.

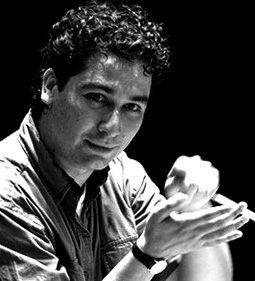
Andrés Orozco Estrada

El director d'orquestra nord-americà Hugh Wolff va ser director titular de l'Orquestra Simfònica de la Ràdio de Frankfurt des de 1997 fins a 2006. "Flexibilitat" i "varietat" van ser dos temes importants en el seu treball amb l'orquestra. Wolff va aplicar l'experiència de les pràctiques d'interpretació històrica a l'orquestra simfònica moderna, recuperant així el repertori dels períodes clàssic i barroc, i enriquint la literatura del conjunt en aspectes més contemporanis. L'èxit d'unes interpretacions emocionants i una programació inusualment versàtil van ser les marques de la col·laboració de l'Orquestra Simfònica de la Ràdio de Frankfurt i Hugh Wolff. Aquest èxit es va reflectir en la documentació de projectes de concerts que van molt més enllà de l'estat de Hesse i que van resultar en aparicions especials a Europa, Àsia i Amèrica del Nord.
L'estonià Paavo Järvi, considerat una de les principals batutes actuals, va ocupar el càrrec de director musical de l'Orquestra Simfònica de la Ràdio de Frankfurt des de 2006 fins a 2013 i va assumir el càrrec de director llorejat al començament de la temporada 2013-2014. Paavo Järvi va enriquir l'orquestra amb nous aspectes musicals: per exemple, a través del seu compromís amb el repertori nòrdic i la gran literatura romàntica i postromàntica. Paavo Järvi ha gaudit d'un èxit continu amb l'Orquestra Simfònica de la Ràdio de Frankfurt a escala internacional i junts han treballat intensament per produir un extens catàleg d'enregistraments aclamats per la crítica, que inclouen les obres de Brahms, Ein deutsches Requiem, Concerts per a piano núm. 1 i núm. 2 (amb Nicholas Angelich), els Concerts per a violoncel de Dvořák i Herbert (amb Gautier Capuçon), que va rebre l'ECHO Klassik, així com Trauermusik i Der Schwanendreher de Hindemith (amb Antoine Tamestit) i el Concert per a violí (amb Frank Peter Zimmermann), que va ser guardonat amb el Preis der deutschen Schallplattenkritik. També van rebre el Preis der deutschen Schallplattenkritik, premi d'elecció trimestral de crítics per les seves gravacions dels Concerts per a violí de Mendelssohn i Schumann (amb Christian Tetzlaff). Altres enregistraments addicionals inclouen la Simfonia núm. 2 i moviments simfònics seleccionats de Mahler, els Concerts per a piano de Mozart, K. 467 i K. 595 (amb Lars Vogt), la Simfonia núm. 1 de Hans Rott, els Concerts per a piano de Xostakóvitx (amb Alexander Toradze) i Erkki, la Simfonia núm. 7 de Sven Tuur i el seu Concert per a piano (amb Laura Mikkola), així com un CD amb peces de Kagel, Furrer, Widmann i Ruzicka. Paavo Järvi i l'Orquestra Simfònica de la Ràdio de Frankfurt també han gravat cicles complets de Bruckner i Nielsen en CD i un cicle complet de Mahler en DVD, que és una de les referències actuals de la interpretació d'aquestes obres.
El director colombià Andrés Orozco-Estrada va ser el nou director musical de l'orquestra des de la temporada 2014-2015.

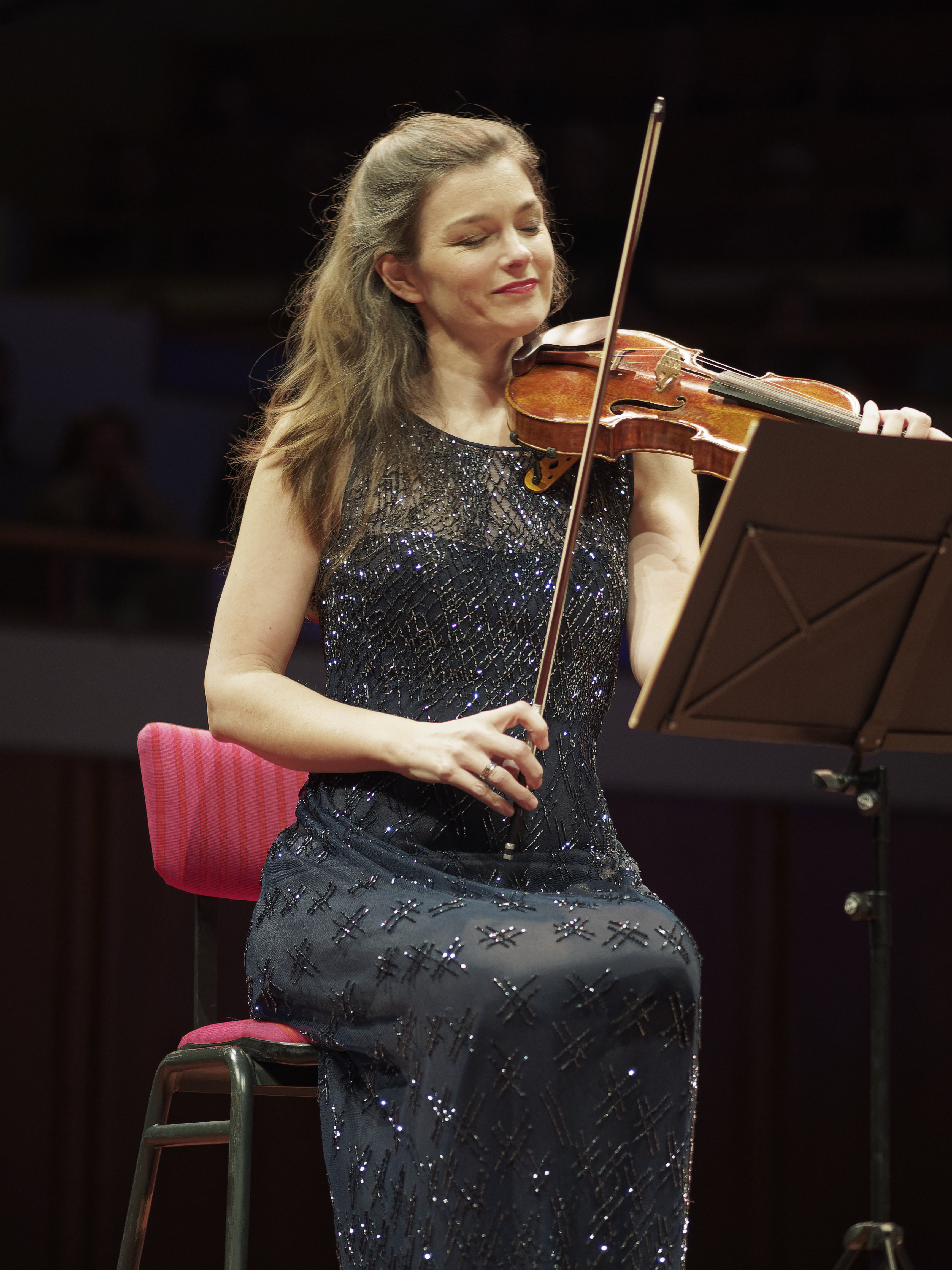
Janine Jansen

## Principals directors musicals

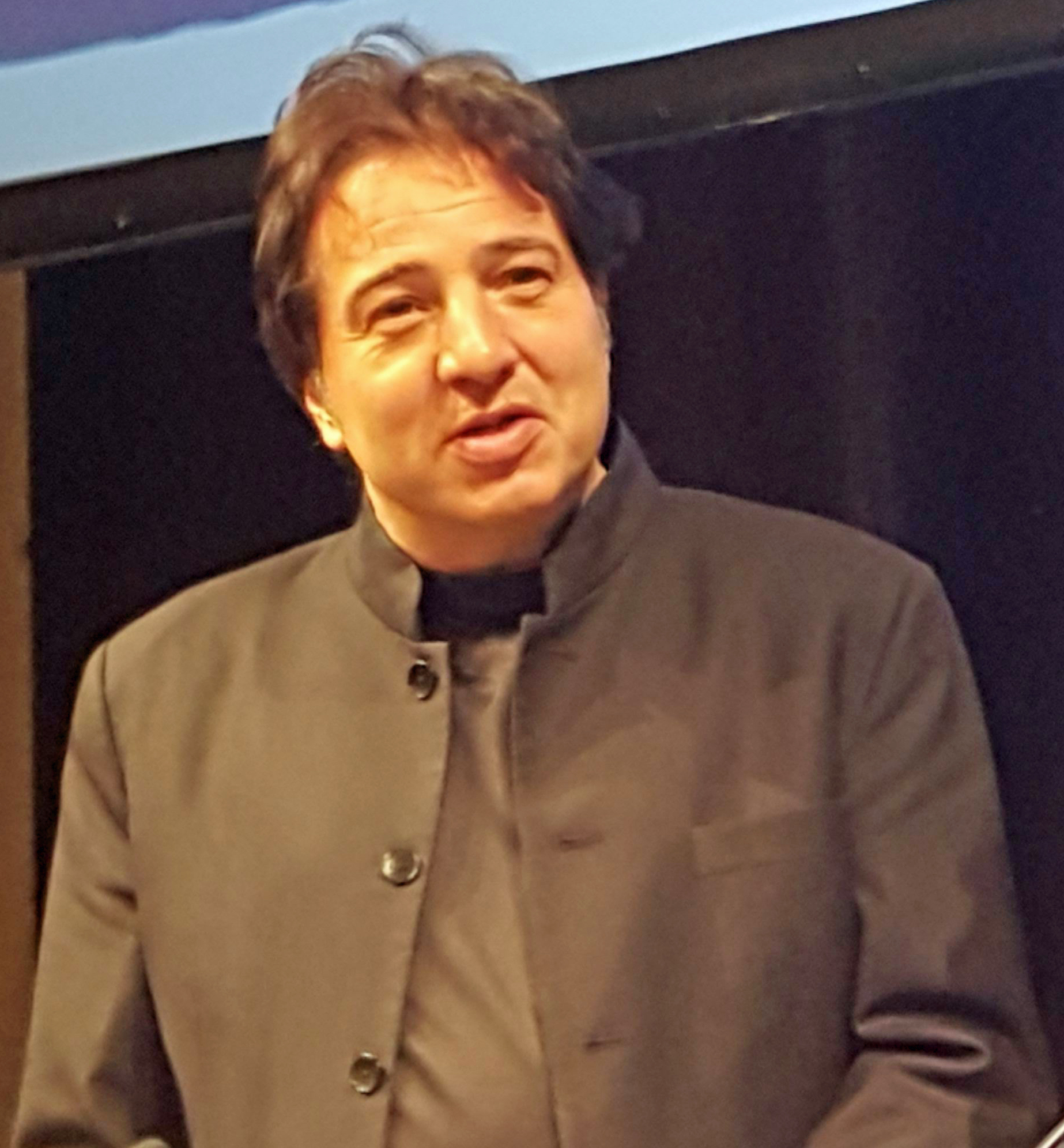
Façıl Say

- 1929-1937 Hans Rosbaud
- 1937-1945 Otto Frickhoeffer
- 1946-1953 Kurt Schröder
- 1955-1961 Otto Matzerath
- 1961-1974 Dean Dixon
- 1974-1990 Eliahu Inbal
- 1990-1997 Dmitri Kitaienko
- 1997-2006 Hugh Wolff
- 2006-2013 Paavo Järvi
- 2014-2021 Andrés Orozco-Estrada
- 2021- Alain Altinoglu

## Artistes en residència
Des de 2007 hi ha un artista en residència per a cada temporada. Els artistes són seleccionats i convidats pel director respectiu i alguns altres membres de l'orquestra. Els artistes realitzen diversos concerts amb l'orquestra durant la temporada.

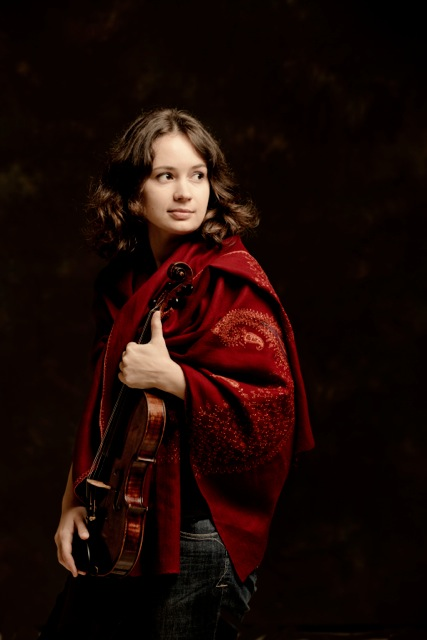
Patricia Kopatchinskaja

Els artistes en ordre cronològic han estat:
- 2007/8 Christine Schäfer (Soprano)
- 2008/9 Christian Tetzlaff (Violí)
- 2009/10 Matthias Goerne (Baríton)
- 2010/11 Janine Jansen (Violí)
- 2011/12 Allisa Weilerstein (Chelo)
- 2012/13 Façıl Say (Piano)
- 2013/14 Christiane Karg (Soprano)
- 2014/15 Patricia Kopatchinskaja (Violí)
- 2015/16 Martin Grubinger (Percussió)
- 2016/17 François Leleux (Oboista, Director)

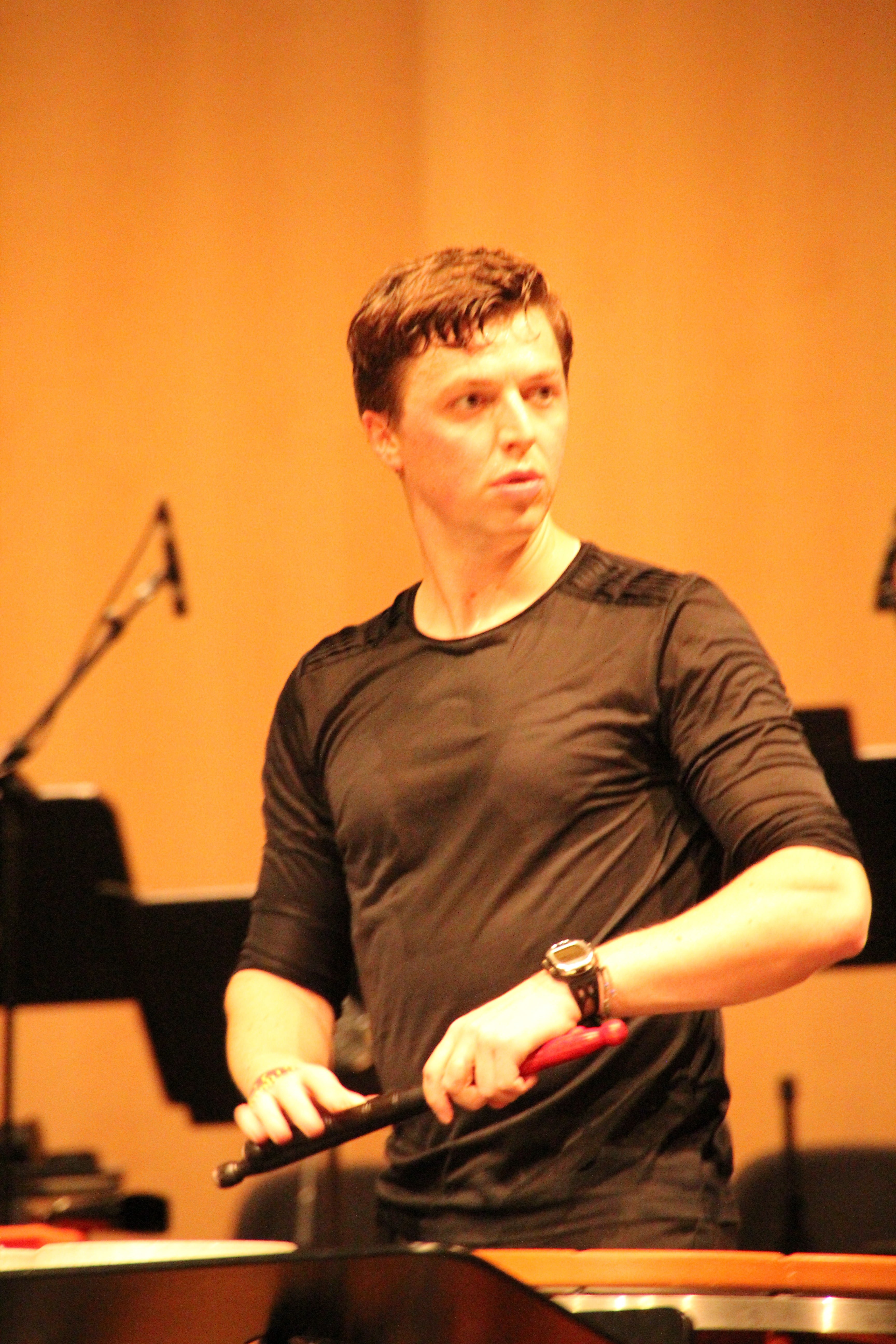
Martin Grubinger

- 2017/18 Antoine Tamestit (Viola)

## Estrenes i primeres audicions
- Paul Hindemith: 3 Anekdoten für Ràdio, drei Stücke für Klarinette, Trompete, Violine, Kontrabass und Klavier (20. Febrer 1926)
- Paul Hindemith: Kammermusik Nr. 7 (8. Gener 1928)
- Kurt Weill: Berliner Requiem (22. Maig 1929)
- Arnold Schönberg: Begleitmusik zu einer Lichtspielszene (28. Abril 1930)
- Richard Strauss: Kampf und Sieg (28. Abril 1930)
- Béla Bartók: 2. Klavierkonzert mit dem Komponisten am Klavier (23. Gener 1933)
- Karl Amadeus Hartmann: Sinfonisches Fragment (Versuch eines Requiems) (28. Maig 1948)
- Arnold Schönberg: Violinkonzert (A Alemanya; 25. Juny 1949)
- Wolfgang Fortner: Der Wald (25. Juny 1953)
- Boris Blacher: Abstrakte Oper Nr. 1 (28. Juny 1953)
- Hans Werner Henze: Quattro poemi (31. Maig 1955)
- Ernst Krenek: Capriccio für Violoncello und Kammerorchester (31. Maig 1955)
- Olivier Messiaen: Hymne au Saint Sacrement (A Alemanya; 31. Maig 1955)
- Hans Werner Henze: Fünf neapolitanische Lieder (26. Maig 1956)
- Luigi Nono: Diari polacco 1958 (2. Setembre 1959)
- Karl Amadeus Hartmann: Gesangsszene (13. Novembre 1964)
- Edgar Varèse: Equatorial (A Alemanya; 1. Setembre 1966)
- Johann Sebastian Bach: Kunst der Fuge en arranjament d'Hermann Scherchen (A Alemanya; 5. Abril 1968)
- Nicolaus A. Huber: Parusie (1968, Darmstädter Ferienkurse)
- Helmut Lachenmann: Air (1. Novembre 1969)
- Morton Feldman: First Principles (A Alemanya; 4. Setembre 1970)
- Gustav Mahler: Das klagende Lied (3-teilige Fassung) (A Alemanya; 11. Març 1972)
- Charles Ives: The Celestial Country (A Europa; 14. Febrer 1975)
- Anton Bruckner: 4. Sinfonie (Primera versió; 1. Octubre 1977)
- Claude Debussy: Fragment La xut de la maison Usher (1. Desembre 1977)
- Rolf Riehm: Tänze aus Frankfurt (20. Març 1981)
- Walter Zimmermann: Ländler-Topographien (20. Març 1981)
- Hubert Stuppner: Palinodie Nr. 2 – ein Walzertraum (A Alemanya; 20. Març 1981)
- Morton Feldman: Violin and Orchestra (12. Abril 1984)
- Giacinto Scelsi: Konx-om-pax und Pfhat (6. Febrer 1986)
- Mathias Spahlinger: inter-mezzo – concertato senar concertabile tra pianoforte i orchestra (11. Març 1988)
- John Cage: Sixty-eight for Orchestra (6. Novembre 1992)
- Karlheinz Stockhausen: Punkte (5. Febrer 1993; dirigida per Stockhausen)
- Mike Mantler: One Symphony (13. Novembre 1998)
- Erkki-Sven Tüür: Violinkonzert (16. Setembre 1999)
- Elliott Sharp: Calling (5. Juliol 2002)
- Helmut Lachenmann: Schreiben (19. Agost 2004)
- Erkki-Sven Tüür: Klavierkonzert (22. Novembre 2006)
- Jörg Widmann: Antiphon (27. Febrer 2008)
- Elliott Carter: Cellokonzert (A Europa; 4. Juny 2009)
- Erkki-Sven Tüür: 7. Sinfonie für Chor und Orchester (18. Juny 2009)
- Jens Joneleit: Adagi (29. Març 2012)
- Peter Ruzicka: Clouds (23. Agost 2012)
- Jukka Tiensuu: Voice verser (31. Octubre 2012)
- Erhard Grosskopf: KlangWerk 11 (26. Abril 2013)
- Friedrich Cerha: Tagebuch (5. Febrer 2014)
- Atsuhiko Gondai: Falling Time to the End (4. Novembre 2015)
- Bernhard Gander: bloodbeat (13. Agost 2016)
- Marko Nikodijević: ABSOLUTIO – Postludium für Orchester (30. Setembre 2016)
- Michael Jarrell: Aquateinte – Konzert für Oboè und Orchester (13. Octubre 2016)
- Vladimir Tarnopolski: Be@thoven – Invocation (10. Setembre 2017)